# Jean Guiton
Jean Guiton (2. července 1585 – 15. března 1654) byl francouzský hugenotský politik, obchodník a námořní velitel, známý zejména jako starosta, jež stál v čele města La Rochelle během jeho obléhání v roce 1628.

## Život
Pocházel ze zámožné obchodnické rodiny, jejíž předkové hráli v politickém životě La Rochelle významnou roli. Starostou města byl již jeho děd, Jacques Guiton a poté i jeho otec, Jehan. Jean Guiton se živil jako rejdař, jeho podnikatelské aktivity zahrnovaly i francouzské kolonie v Americe. Roku 1621, při protivládní revoltě hugenotů, velel loďstvu La Rochelle, které se skládalo přibližně ze šestnácti plavidel.

### Obléhání La Rochelle
Starostou La Rochelle, které bylo již od podzimu 1627 obléháno francouzskou královskou armádou, se stal 13. dubna 1628. Hlasovalo pro něj 75 z 82 volitelů. Jako starosta a velitel města se ocitl v obtížné situaci, mohl sice doufat v anglickou pomoc, ale král Karel I. příjezd své armády opakovaně odkládal. Městu tak hrozilo vyhladovění, ale Guiton odhodlaně psal svým vyslancům u anglického dvora, že bude „vzdorovat až do úplně posledního dne“ (zároveň však prosil o bezodkladnou pomoc). V srpnu rázně odmítl pokus francouzského krále Ludvíka XIII. o dohodu. Anglické loďstvo sice nakonec připlulo, ale nepodařilo se mu prorazit blokádu města. Za situace, kdy lidé v La Rochelle hromadně umírali hlady a už je ani nikdo nepohřbíval, musel vyvodit důsledky i tak odvážný muž, jakým byl Jean Guiton. 24. října proto začali obyvatelé města s Ludvíkem XIII. a jeho zástupci vyjednávat, o několik dní později pak byli nuceni kapitulovat. Guiton se musel vzdát funkce starosty a město opustit.

## Povaha
Guiton byl odvážný a rozhodný muž, přirozený vůdce, který s ostatními neměl slitování. Když se měl stát starostou obleženého La Rochelle, položil údajně před ostatní na stůl svou dýku a oznámil, že se úřadu ujme, ale jako starosta vrazí tuto dýku do srdce každému, kdo se jen zmíní o kapitulaci města.